# Didier Jillet
Didier Jillet is een Frans historisch merk van bromfietsen.
Didier Jillet is een Franse constructeur die tussen 1975 en 1979 zijn eigen enduranceracer bouwde. Deze D.J. 1200 was voorzien van naafbesturing en een zeer bijzondere schijfremconstructie voor: de schijf zat aan de velg bevestigd en de remklauw greep van binnenuit in de schijf. 
De aandrijving geschiedde door een Peugeot 204-blok dat van 54 naar 100 pk was getuned. De Didier Jillet was gebouwd voor de Bol d'Or maar wist zich niet te klasseren.